# Liste de plats africains
La Liste de plats africains reprend les recettes notables de la cuisine du continent africain.

## Plats africains
Cette liste est dynamique en ce qu'elle évolue régulièrement et ne sera peut-être jamais complète. Vous pouvez la compléter en citant des sources fiables.
| Nom                                                             | Image      | Pays/région                                                                              | Description |
| --------------------------------------------------------------- | ---------- | ---------------------------------------------------------------------------------------- | --- |
| Achu                                                            | sans cadre | Cameroun                                                                                 | Plat composé de cocoyams pilés et d'une soupe d'huile de palme rouge, servi avec peau de vache, queue de bœuf, tripes et aubergines vapeur. |
| Afang                                                           |            | Nigeria                                                                                  | Soupe de légumes originaire du peuple Efik dans le sud-est du Nigeria. |
| Ahriche                                                         |            | Maroc                                                                                    | Tripes enroulées autour de bâtons et cuites sur des charbons ardents. |
| Akara, ou koose                                                 |            | Nigeria, Cameroun, Ghana et Sierra Leone                                                 | Pois noirs pelés mixés en boulettes et frits, appelé Koose au Ghana par l'ethnie Akan. Peut être consommé comme collation, mais sont souvent accompagnés de hausa koko dans le cadre d'un petit-déjeuner. |
| Alloco                                                          |            | Côte d'Ivoire                                                                            | Snack de plantain frit, souvent servi avec du piment et des oignons |
| Amala                                                           |            | Nigeria                                                                                  | Boule de farine d'igname, servi avec une variété de soupes |
| Assida                                                          |            | Afrique du Nord                                                                          | Pâte de farine de blé cuite, parfois avec du beurre ou du miel |
| Atassi                                                          |            | Bénin                                                                                    | Mélange de riz et de haricots. |
| Attiéké                                                         |            | Côte d'Ivoire                                                                            | Accompagnement ou un plat principal à base de manioc |
| Baba ganousch                                                   |            | Levant                                                                                   | Purée d'aubergine à l'huile d'olive vierge et divers assaisonnements |
| Babute                                                          |            | République démocratique du Congo                                                         | |
| Soupe Banga ou abenkwan                                         |            | Nigeria, Ghana, et Cameroun                                                              | Fabriqué à partir de noix de palme et principalement consommé dans le Sud et le Midwest du Nigeria. Au Ghana, l'ethnie Akan l'appelle abenkwan et la mange avec du fufu. |
| Bar One (barre chocolatée) et Bar One cake (gâteau au chocolat) |            | Afrique du Sud                                                                           | Le Bar-One cake est une variante populaire d'un gâteau au chocolat en Afrique du Sud, utilisant la barre de chocolat "Nestlé Bar One", un chocolat semblable à une barre Mars, comme ingrédient principal. |
| Bazeen                                                          |            | Libye                                                                                    | Pâte d'orge servie avec sauce tomate, œufs, pommes de terre et mouton |
| Bichak                                                          |            | Maroc                                                                                    | Apéritif tricorne farci. |
| Biltong, Kilichi ou Segwapa                                     |            | Afrique australe, Zimbabwe, Botswana, Afrique du Sud, Cameroun, Nigeria, Zambie, Namibie | Ressemble au jerky. Viande crue (bœuf ou gibier comme l'autruche), coupée en lanières et séchée. |
| Biscuit roulé aux figues                                        |            | Égypte                                                                                   | Pâtisserie égyptienne fourrée de pâte de figues. |
| Bobotie                                                         |            | Afrique du Sud                                                                           | Viande hachée épicée avec une garniture aux œufs |
| Boerewors                                                       |            | Afrique du Sud, Zimbabwe, Zambie, Namibie                                                | Saucisse de viande mixte épicée développée par les fermiers blancs de langue afrikaans, les Boere, et est maintenant utilisée dans tout le pays comme symbole du patrimoine par toutes les races. Contient du bœuf, du porc et parfois de l'agneau hachés. Traditionnellement parfumé à la coriandre et au poivre noir mais peut avoir une multitude d'épices, comme le piment. Bien que chaque boucher ait sa propre recette, un conseil a été formé pour évaluer exactement ce qui peut être qualifié de «boerewors». Le conseil a déclaré que les exigences pour l'étiqueter comme boerewors sont que la saucisse doit contenir 80% ou plus de bœuf haché, 20% ou moins de porc (y compris les cubes de graisse de porc) et les épices coriandre et poivre noir. |
| Boerewors-roll, ou boerie-roll                                  |            | Afrique du Sud                                                                           | Variante du hot-dog composée d'un boerewors braai servi dans un pain à hot-dog avec une relish à l'oignon et généralement du ketchup / sauce tomate et de la moutarde. |
| Braaibroodjie                                                   |            | Afrique du Sud, Namibie                                                                  | Variante populaire d'Afrique du Sud d'un croque-monsieur où le pain est grillé (braaied) sur une flamme ouverte de charbon de bois |
| Brik                                                            |            | Tunisie                                                                                  | Feuille de pâte très fine faite de farine et de semoule de blé. |
| Briouate                                                        |            | Maroc                                                                                    | Un chausson feuilleté, sucré ou salé, généralement de forme triangulaire ou cylindrique, typique du Maroc |
| Bunny chow                                                      |            | Afrique du Sud, Zimbabwe                                                                 | Souvent simplement appelé « Bunny », un plat de restauration rapide qui est une miche de pain évidée remplie de curry. |
| Cachupa                                                         |            | Cap-Vert, Sao Tomé-et-Principe                                                           | Ragoût de hominy, haricots et viande |
| Calulu                                                          |            | Angola, Sao Tomé-et-Principe                                                             | Poisson séché aux légumes (oignons, tomates, gombo, patates douces, ail, huile de palme et feuilles de gimboa (semblable aux épinards); souvent servi avec riz, champignons, haricots d'huile de palme et farofa. |
| Chakalaka                                                       |            | Afrique du Sud, Zimbabwe                                                                 | relish (sauce) de légumes |
| Chakchouka                                                      |            | Afrique de l'Ouest                                                                       | Plat d'oeufs pochés dans une sauce de tomates, piments, et oignons, souvent épicés au cumin. On pense qu'il est d'origine tunisienne. |
| Chakhchoukha                                                    |            | Algérie                                                                                  | Ragoût d'agneau, d'épices, de tomates et de pain plat. |
| Charmoula                                                       |            | Afrique du Nord                                                                          | Marinade d'huile, de jus de citron, de citrons marinés, d'herbes, d'ail, de cumin et de sel, le plus souvent utilisée pour aromatiser les fruits de mer. |
| Chutney de requin                                               |            | Seychelles                                                                               | Requin à peau bouillie, finement écrasé, et cuit avec du jus de bilimbi pressé et de la chaux. Il est mélangé avec de l'oignon et des épices. |
| Cocada amarela                                                  |            | Angola                                                                                   | Dessert à base d'œufs et de noix de coco |
| Couscous                                                        |            | Afrique du Nord                                                                          | Plat à base de semoule |
| Dabo kolo                                                       |            | Éthiopie, Érythrée, République démocratique du Congo                                     | Collation de petits morceaux de pain cuit dans l'huile |
| Delele                                                          |            | Zimbabwe, Botswana                                                                       | Okra préparés avec du bicarbonate |
| Soupe draw                                                      |            | Nigeria                                                                                  | Soupe d'okra |
| Droëwors                                                        |            | Afrique du Sud, Zimbabwe, Namibie                                                        | Boerewors séché |
| Duqqa                                                           |            | Égypte                                                                                   | Sauce d'herbes et épices |
| Echicha                                                         |            | Nigeria                                                                                  | Cassava, pois cajan et huile de palme. |
| Edikang ikong                                                   |            | Nigeria                                                                                  | Une soupe nigériane composée de viande de bœuf, de poisson séché, de viande de brousse, d'écrevisses séchées et pilées, de tripes de bœuf (shaki), de couenne de bœuf (kanda ou (k)pomo), de feuilles de citrouille, de pourpier tropical (Talinum triangulare, généralement appelée water leaf au Nigéria), de courge cannelée (Telfairia occidentalis, ugu en igbo, ikong-ubong en efik), d'oignon, de bigorneaux, d'huile de palme, de sel et de piment. |
| Ekwang                                                          |            | Cameroun                                                                                 | Un plat de cocoyams râpés enveloppées dans des feuilles de cocoyam et cuit dans un ragoût épicé. |
| Eru                                                             |            | Cameroun                                                                                 | Ragoût à base de feuilles de Gnetum africanum (eru) finement tranchées cuites avec de l'eau et de l'huile de palme rouge. Habituellement consommé avec du waterfufu, un type de fufu à base de manioc fermenté. |
| Feijoada                                                        |            | Afrique australe                                                                         | Ragoût de fèves, porc et bœuf |
| Fesikh                                                          |            | Égypte                                                                                   | Rouget fermenté et salé |
| Fit-fit                                                         |            | Éthiopie et Érythrée                                                                     | Plat servi pour le petit-déjeuner |
| Freekeh                                                         |            | Levant                                                                                   | Plat à base de blé vert torréfié. C'est un plat arabe particulièrement apprécié dans la cuisine du Levant, de la péninsule arabique, palestinienne et égyptienne, mais aussi en Afrique du Nord et dans d'autres cuisines voisines. |
| Frejon                                                          |            | Nigeria                                                                                  | Soupe de haricots à la noix de coco. |
| Frikkadel                                                       |            | Afrique du Sud                                                                           | Plat traditionnel afrikaner comprenant des boulettes de viande généralement cuites au four, mais parfois frites, préparées avec de l'oignon, du pain, des œufs, du vinaigre et des épices. |
| Fufu                                                            |            | Afrique de l'Ouest et Afrique centrale                                                   | Légumes bouillis comme le manioc, le cocoyam, les ignames ou les plantains mélangés en une consistance pâteuse et mangés en petites boules, servis avec une soupe ou une sauce. |
| Ful medames                                                     |            | Égypte                                                                                   | Purée de fèves à l'huile d'olive, persil haché, oignon, ail et jus de citron |
| Funkaso                                                         |            | Nigeria                                                                                  | Plat nigérian de crêpes de millet contenant du millet, du beurre et du sucre. |
| Ga'at ou genfo                                                  |            | Ethiopie et Érythrée                                                                     | Bouillie faite traditionnellement avec de la farine d'orge, bien que dans de nombreuses communautés, la farine de blé soit souvent utilisée. |
| Gari ou eba                                                     |            | Cameroun, Nigeria, Sierra Leone, Bénin, Togo, Ghana                                      | Aliment populaire d'Afrique de l'Ouest à base de tubercules de manioc |
| Gatsby                                                          |            | Afrique du Sud                                                                           | Sandwich de charcuterie similaire au contenu et à la méthode de préparation d'un hoagie aux États-Unis. Il est surtout populaire dans la province du Cap occidental. |
| Gored gored                                                     |            | Éthiopie et Érythrée                                                                     | Plat de bœuf cru généralement coupé en cubes et non mariné. |
| Harira                                                          |            | Algérie et Maroc                                                                         | Soupe traditionnelle algérienne et marocaine du Maghreb. |
| Hawawshi                                                        |            | Égypte                                                                                   | Cuisine égyptienne traditionnelle similaire à la pizza du Moyen-Orient Lahmacun. Viande hachée et épicée avec des oignons et du poivre, du persil et parfois des piments, placée entre deux couches circulaires de pâte, puis cuite au four |
| Hertzoggie                                                      |            | Afrique du Sud                                                                           | Mini tartelettes à la noix de coco, généralement farcies de confiture d'abricot, nommées en l'honneur du Premier ministre de l'Afrique du Sud (1929-1934), le général James B. Hertzog (ces tartes sont sa friandise préférée à l'heure du thé). |
| Himbasha                                                        |            | Éthiopie et Érythrée                                                                     | Pain de fête éthiopien et érythréen, légèrement sucré |
| Injera                                                          |            | Éthiopie et Érythrée                                                                     | Pain plat levé avec une texture légèrement spongieuse. Traditionnellement à base de farine de teff, c'est un plat national en Ethiopie et Érythrée. Une variante similaire est consommée en Somalie (où elle est appelée canjeelo ou lahooh) et au Yémen (où elle est connue sous le nom de lahoh. |
| Irú                                                             |            | Nigeria                                                                                  | Haricots de caroube fermentés utilisé comme condiment en cuisine, semblable à l'ogiri et douchi, et est très populaire parmi les Yoruba du Nigeria. Il est utilisé dans la cuisson des soupes traditionnelles comme la soupe egusi, la soupe okro et la soupe ogbono. |
| Isi ewu                                                         |            | Nigeria                                                                                  | Plat traditionnel de l'Est du Nigeria fait avec une tête de chèvre |
| Isidudu                                                         |            | Afrique australe                                                                         | Plat à mijoter avec de la citrouille, du chou au curry et du foie. |
| Jaffle                                                          |            | Afrique du Sud                                                                           | Sandwich avec une garniture à base de viande (généralement du bœuf haché) grillé dans un jaffle iron sur une flamme nue ou dans un grille-pain électrique. |
| Kachumbari                                                      |            | Afrique de l'Est                                                                         | Salade de tomates et oignons frais |
| Kédjénou                                                        |            | Côte d'Ivoire                                                                            | Ragoût épicé cuit lentement dans un canari scellé (pot en terre cuite) au feu ou au charbon et préparé avec du poulet ou des pintades et des légumes. |
| Kelewele                                                        |            | Ghana et Liberia                                                                         | Plantains frits épicés |
| Kenkey                                                          |            | Ghana                                                                                    | plat à base de maïs fermenté |
| Kitcha                                                          |            | Éthiopie et Érythrée                                                                     | Pain fin et sans levain, cuit jusqu'à ce qu'il soit légèrement brûlé |
| Kitfo                                                           |            | Éthiopie et Érythrée                                                                     | Bœuf cru mariné en mitmita (mélange d'épices à base de poudre de chili) et niter kibbeh |
| Koeksister                                                      |            | Afrique du Sud, Namibie et Botswana                                                      | Beignet enrobé de sirop de forme torsadée ou tressée |
| Koki                                                            |            | Cameroun                                                                                 | Plat de pois noirs cuits à la vapeur avec de l'huile de palme rouge et des piments forts |
| Kokonte                                                         |            | Ghana                                                                                    | Aliment de famine du Ghana à base de racine de manioc séchée et pilée |
| Kuli kuli                                                       |            | Nigeria, Cameroun                                                                        | Aliment haoussa principalement à base d'arachides. C'est une collation populaire au Nigeria. |
| Kushari                                                         |            | Égypte                                                                                   | Plat à base de riz, lentilles, pois chiches et macaronis recouverts de sauce tomate et oignons frits. |
| Lablabi                                                         |            | Tunisie                                                                                  | Plat tunisien à base de pois chiches dans une fine soupe à l'ail et au cumin, servi sur de petits morceaux de pain croustillant rassis |
| Lahoh                                                           |            | Somalie                                                                                  | Un pain spongieux aux allures de crêpe originaire de Djibouti, de Somalie et du Yémen,. Il est également populaire en Israël, où il a été introduit par les juifs yéménites qui y ont immigré. |
| Lambiissi                                                       |            | Burkina Faso                                                                             | Un plat cuisiné du Burkina Faso concocté à base de testicules de ruminants, cuisiné en brochettes, sauté à l'ail ou accompagné de riz. |
| Lamington                                                       |            | Afrique du Sud                                                                           | Génoise trempée dans du sirop de chocolat et de la noix de coco séchée. |
| Maafe                                                           |            | Mali                                                                                     | Ragoût ou une sauce (selon la teneur en eau) commune à une grande partie de l'Afrique de l'Ouest. Originaire du peuple mandinka et bambara du Mali. |
| Makroudh                                                        |            | Tunisie et Maroc et Algérie                                                              | Pâtisserie souvent fourrée aux dattes ou aux amandes. |
| Mala mogodu                                                     |            | Afrique australe, Botswana, Zimbabwe                                                     | Aliment du Sud de l'Afrique, le Mogodu est constitué de tripes servi en ragoût avec de la bouillie chaude généralement en hiver. |
| Malva (pudding)                                                 |            | Afrique australe                                                                         | Un pudding sucré, généralement servi chaud avec une crème anglaise ou une glace. Il est fait avec de la confiture d'abricot et a une texture caramélisée spongieuse. |
| Mandazi                                                         |            | Afrique de l'Est                                                                         | Snack de pain frit moelleux, le Mandazi est originaire d'Afrique de l'Est dans les zones côtières swahili du Kenya et de la Tanzanie. Populaire car facile à préparer, |
| Matbucha                                                        |            | Maroc                                                                                    | Tomates et poivrons rôtis cuits ensemble, assaisonnés d'ail et de piment. Le nom du plat vient de l'arabe et signifie "cuit". Il est servi en apéritif, souvent dans le cadre d'un meze. En Israël, on l'appelle parfois "salade turque" (hébreu: סלט טורקי salat turki). |
| Matooke                                                         |            | Ouganda                                                                                  | Repas composé de banane verte cuite à la vapeur (ou plantain) et est l'un des plats nationaux d'Ouganda. |
| Mbongo Tchobi                                                   |            | Cameroun                                                                                 | Soupe noire à base d'épice mbongo brûlée, généralement cuite avec de la viande ou du poisson et servie avec des plantains mûrs cuits à la vapeur. |
| Méchoui                                                         |            | Afrique du Nord, Cameroun                                                                | Mouton entier ou broche d'agneau rôtie au barbecue. Il est populaire en Afrique du Nord et parmi le peuple bamiléké du Cameroun. |
| Melktert                                                        |            | Afrique du Sud, Namibie et Botswana                                                      | Pâtisserie sucrée contenant une garniture crémeuse à base de lait, farine, sucre et œufs |
| Merguez                                                         |            | Afrique du Nord                                                                          | Saucisse rouge très épicée de mouton ou de bœuf. |
| Mesfouf                                                         |            | Tunisie                                                                                  | Similaire au couscous, avec du beurre ajouté |
| Pain mealie                                                     |            | Afrique du Sud                                                                           | Pain sucré traditionnel cuit au four avec du maïs sucré. Contrairement à son nom, il est normalement cuit avec de la farine de blé au lieu de la farine de mealie, le maïs sucré incorporé fournit une grande partie de la saveur. |
| Poulet moamba                                                   |            | Afrique centrale                                                                         | Poulet dans un ragoût de beurre de palme et d'épices |
| Moin moin                                                       |            | Nigeria                                                                                  | Pudding aux haricots vapeur nigérian fait d'un mélange de haricots noirs lavés et pelés, d'oignons et de poivrons frais moulus |
| Moukhbaza                                                       |            | Érythrée, Soudan                                                                         | Le moukhbaza peut désigner soit un plat de piments garnis de bananes écrasées, soit un pain à la farine de blé avec ghee, banane, miel et autres ingrédients. |
| Mrouzia                                                         |            | Maroc                                                                                    | Tajine sucré et salé au miel, cannelle et amandes |
| Msemen                                                          |            | Maghreb                                                                                  | Crêpes traditionnelles du Maghreb. Ces crêpes sont généralement utilisées en accompagnement d'une tasse de thé à la menthe aromatique du matin ou de café crémeux. Msemen peut également être farci de légumes ou de viande. |
| Mugoyo                                                          |            | Ouganda                                                                                  | Le mugoyo est un plat principal traditionnel d'Ouganda. Les principaux ingrédients du plat sont les patates douces et les haricots. Les patates douces violettes sont cuites à la vapeur dans des feuilles de bananier tandis que les haricots rouges sont bouillis avec un peu d'assaisonnement. Ils sont ensuite mélangés pour former un plat. |
| Mulukhiyah                                                      |            | Égypte                                                                                   | Les feuilles de l'espèce Corchorus sont utilisées comme légume dans la cuisine du Moyen-Orient, de l'Afrique de l'Est, de l'Afrique du Nord et de l'Asie du Sud. Mulukhiyyah est plutôt amer, et lorsqu'il est bouilli, le liquide qui en résulte est un bouillon épais, hautement mucilagineux; il est souvent décrit comme «gluant», un peu comme le gombo cuit. |
| Ndolé                                                           |            | Cameroun                                                                                 | Un plat national du Cameroun composé d'un ragoût de noix, de ndoleh (feuilles amères indigènes d'Afrique de l'Ouest), de poisson ou de bœuf haché. |
| Nkwobi                                                          |            | Nigeria                                                                                  | Un plat Igbo à base de pied de vache, d'Ehu (Calebasse Muscade), Potasse, Utazi et huile de palme. |
| Nshima                                                          |            | Afrique de l'Est                                                                         | Plat de semoule de maïs et aliment de base en Zambie, au Malawi et dans les provinces du Kasaï oriental et du Kasaï occidental de la République démocratique du Congo. Il est fabriqué à partir de farine de maïs moulue (maïs) connue localement sous le nom de «farine de farine». Nshima est très similaire à ugali ou posho d'Afrique de l'Est, sadza du Zimbabwe, pap d'Afrique du Sud et fufu de West et Afrique centrale. |
| Obusuma                                                         |            | Kenya                                                                                    | Plat kenyan à base de farine de maïs (semoule de maïs) cuit avec de l'eau bouillante jusqu'à une consistance épaisse de pâte bouillie. Dans la cuisine Luyia, c'est l'amidon de base le plus courant. |
| Soupe d'Ogbono                                                  |            | Nigeria                                                                                  | Plat nigérian à base de graines d'ogbono moulues. Les graines d'ogbono moulues sont utilisées comme épaississant et donnent à la soupe une coloration noire. Outre les graines, l'eau et l'huile de palme, il contient généralement de la viande, des assaisonnements tels que le piment, des légumes-feuilles et d'autres légumes. |
| Ogi                                                             |            | Nigeria                                                                                  | Pudding aux céréales fermentées du Nigeria, généralement fabriqué à partir de maïs, de sorgho ou de millet. |
| Soupe owo                                                       |            | Nigeria                                                                                  | Soupe à l'huile à base de tomate mélangée à de l'akun et de l'huile de palme |
| Pampoenkoekies                                                  |            | Afrique du Sud                                                                           | beignets de potiron : boules de pâte à base de potiron (généralement de la courge musquée) qui sont mélangées à de la farine et des œufs qui sont ensuite frits dans une poêle et saupoudrés de cannelle et de sucre. |
| Pap                                                             |            | Afrique australe, Zimbabwe, Afrique du Sud, Malawi                                       | Bouillie traditionnelle de farine de maïs moulu ou d'autres grains. |
| Pap en vleis                                                    |            | Afrique du Sud                                                                           | D'origine afrikaner, ce mets se compose généralement d'un phutu pap friable et d'une sauce à la viande à base de tomate, généralement servie avec des boerewors. |
| Pastilla                                                        |            | Algérie et Maroc                                                                         | Plat marocain traditionnel, une tourte à la viande élaborée traditionnellement à base de pigeons. |
| Peppermint Crisp                                                |            | Afrique du Sud                                                                           | Deux plats ont le même nom : l'une est une tablette de chocolat au lait qui a été inventée en Afrique du Sud, l'autre est une tarte à base de lait qui incorpore du chocolat à la menthe écrasée comme garniture. |
| Phaletšhe, bogobe                                               |            | Botswana                                                                                 | Un plat de farine de maïs commun au Botswana. C'est un type de pâte dont la consistance diffère de celle du sadza et qui n'est pas aussi feuilletée que le phutu. Il est préparé sur un feu ouvert dans un pot à trois pattes ou dans un chaudron. Il est généralement servi avec du seswaa, du ragoût de bœuf, des vers mopane cuits, du sérobe ou du poulet bouilli. |
| Phutu                                                           |            | Afrique du Sud, Zimbabwe                                                                 | Plat de maïs traditionnel d'Afrique du Sud. C'est un type de bouillie friable ou granuleuse (polenta) ou de bouillie, consommé principalement par les Basotho, Bantu et Afrikaner. Il est cuit dans des chaudrons ou des potjies sur un feu ouvert, et agité jusqu'à ce qu'une consistance grossière soit atteinte. |
| Placali                                                         |            | Côte d'Ivoire                                                                            | Le placali est une pâte de manioc fermentée généralement consommée avec de l'huile de palme, du gombo ou du Kpala. L'origine de ce plat est inconnue et ce plat est apprécié comme dans toutes les régions de Côte d'Ivoire. |
| Potbrood                                                        |            | Afrique du Sud, Namibie et Botswana                                                      | Le potbrood (« pain en pot ») est un pain fabriqué à l'origine par les colons boers dans le pays qui est aujourd'hui l'Afrique du Sud. |
| Potjiekos                                                       |            | Namibie et Afrique du Sud                                                                | Littéralement traduit « petit pot de nourriture » est un ragoût préparé à l'extérieur. Il est traditionnellement cuit dans un pot rond en fonte à trois pattes, le potjie, apporté des Pays-Bas en Afrique du Sud au XVIIe siècle et trouvé dans les maisons et villages des habitants du Sud de l'Afrique |
| Pudding au tapioca                                              |            | Côte d'Ivoire                                                                            | Pudding sucré à base de tapioca et de lait ou de crème. |
| Qatayef                                                         |            | Égypte                                                                                   | Dessert arabe couramment servi pendant le mois de Ramadan, une sorte de boulette sucrée remplie de crème ou de noix. Il est généralement préparé avec du fromage Akkawi comme garniture,. |
| Red red                                                         |            | Ghana                                                                                    | Ragoût à base de haricots cornilles cuits dans de l'huile de palme rouge. |
| Riz wolof                                                       |            | Afrique de l'Ouest                                                                       | Aussi appelé benachin, ce qui signifie «un pot» en wolof du Sénégal, c'est un plat populaire dans de nombreuses régions d'Afrique de l'Ouest. On pense qu'il est originaire de Gambie mais s'est depuis étendu à l'ensemble de l'Afrique de l'Ouest, en particulier en Côte d'Ivoire, au Ghana, au Mali et au Nigeria, parmi les membres de l'ethnie wolof,. |
| Sadza                                                           |            | Zimbabwe, Afrique australe et Afrique de l'Est                                           | Semoule de maïs cuite, aliment de base au Zimbabwe |
| Samosa                                                          |            | Corne de l'Afrique                                                                       | Pâte frite ou cuite au four avec garniture de pommes de terre épicées, oignons, pois, lentilles, agneau haché ou poulet. |
| Serobe                                                          |            | Botswana Afrique du Sud                                                                  | Sorte de tripes fabriqué à partir des intestins de chèvres ou de moutons. Sa préparation est similaire à celle de Mala Mogodu. Il est servi avec bogobe, phaletšhe et parfois magwinya (vetkoek) surtout en hiver. |
| Seswaa                                                          | sans cadre | Botswana                                                                                 | Un plat de viande traditionnel du Botswana, à base de viande de bœuf, de chèvre ou d'agneau. La viande grasse est généralement bouillie jusqu'à ce qu'elle soit tendre dans n'importe quelle casserole, avec «juste assez de sel», et râpée ou pilée. Il est souvent servi avec du pap (farine de maïs) ou de la bouillie de sorgho. |
| Sfenj                                                           |            | Afrique du Nord                                                                          | Beignets frits puis trempés dans du miel ou saupoudrés de sucre. |
| Shahan ful                                                      |            | Afrique du Nord, Afrique de l'Est                                                        | Plat commun en Érythrée, en Éthiopie, au Soudan et dans la région. Il est généralement servi au petit-déjeuner. Il est fabriqué en faisant lentement cuire des fèves dans de l'eau qui sont ensuite broyées en une pâte, servie avec une variété d'aliments. Il est généralement consommé avec la main accompagnés d'un petit pain. |
| Shiro                                                           |            | Éthiopie et Érythrée                                                                     | Ragoût de pois chiches en poudre ou de farine de fèves. Il est souvent préparé avec l'ajout d'oignons émincés, d'ail et selon les variations régionales; gingembre moulu ou tomates hachées et piments. Le shiro est généralement servi au sommet de l'injera, cependant, il peut être cuit dans du taita déchiqueté et mangé avec une cuillère, cette version serait appelée shiro fit-fit. |
| Shish taouk                                                     |            | Afrique du Nord                                                                          | Cubes de poulet marinés, embrochés et grillés. |
| Skilpadjies, muise, vlermuise ou pofadder                       |            | Afrique du Sud                                                                           | Foie d'agneau haché enveloppé de netvet (membrane graisseuse qui entoure les reins). Les boules, d'environ 80 mm de diamètre, sont normalement grillées sur un feu de charbon ouvert et prêtes lorsque la graisse est croustillante |
| Sosatie                                                         |            | Botswana, Namibie et Afrique du Sud                                                      | Plat de viande traditionnel d'Afrique du Sud (généralement de l'agneau ou du mouton) cuit sur des brochettes. Le terme dérive de «sate» («brochette de viande») et «saus» («sauce épicée»). Il est d'origine malaise du Cap, utilisé en afrikaans, la langue principale des Malais du Cap |
| Suya                                                            |            | Nigeria, Niger, Cameroun                                                                 | Brochettes de bœuf, de viande de chèvre, de poisson ou de poulet. La viande est frottée avec du tankora, un mélange d'épices sèches contenant des arachides en poudre, du poivre de Cayenne, du gingembre, du paprika et de la poudre d'oignon, puis cuite au barbecue. |
| Tabil                                                           |            | Tunisie                                                                                  | Mélange d'épices tunisien composé de graines de coriandre moulues, de graines de carvi, d'ail en poudre et de poudre de chili. |
| Tahini                                                          |            | Afrique du Nord                                                                          | Pâte à base de graines de sésame moulues, décortiquées, utilisées en Afrique du Nord, cuisine grecque, turque et moyen-orientale. |
| Tajine                                                          |            | Afrique du Nord                                                                          | Plat maghrébin d'Afrique du Nord, qui porte le nom du pot en terre cuite spécial dans lequel il est cuit. |
| Tamatiebredie                                                   |            | Namibie et Afrique du Sud                                                                | Ragoût à base de mouton cuit très longtemps. Ses assaisonnements comprennent la cannelle, la cardamome, le gingembre et les clous de girofle ainsi que le piment. Il est d'origine néerlandaise. |
| Tapalapa (pain)                                                 |            | Afrique de l'Ouest                                                                       | Pain traditionnel d'Afrique de l'Ouest, principalement au Sénégal, en Gambie et en Guinée. |
| Thiéboudiène                                                    |            | Sénégal                                                                                  | Fait avec du poisson, du riz et de la sauce tomate, et peut également inclure des oignons, des carottes, du chou, du manioc et de l'huile d'arachide. |
| Gaspacho manchois                                               |            | Algérie, Espagne                                                                         | Le gaspacho manchois (gazpacho manchego) est un ragoût de petit gibier et de viande blanche, accompagné de galettes de froment appelées tortas de gazpacho. C'est un plat qui se mange chaud et qu'il ne faut pas confondre avec le potage froid du même nom. |
| Toum                                                            |            | Levant                                                                                   | Sauce à l'ail telle que préparée au Liban, au Levant et en Égypte semblable à l'aïoli européen. Il contient de l'ail, du sel, de l'huile d'olive ou de l'huile végétale et du jus de citron broyé à l'aide d'un mortier et d'un pilon en bois. |
| Ugali                                                           |            | Grands Lacs africains                                                                    | Plat de farine de maïs (semoule de maïs) cuit avec de l'eau jusqu'à obtenir une consistance de bouillie ou de pâte. C'est l'amidon de base le plus répandu dans les cuisines locales de la région des Grands Lacs d'Afrique de l'Est et du Sud de l'Afrique. |
| Umngqusho                                                       |            | Afrique du Sud                                                                           | L'umngqusho est un plat sud-africain à base de samp et de haricots sucrés, généralement servi avec du poulet dur appelé umleqwa en langue xhosa. |
| Usban                                                           |            | Libye et Tunisie                                                                         | Saucisse traditionnelle tunisienne, farcie d'un mélange de riz, d'herbes, d'agneau, de foie haché et de cœur. Ce plat est généralement servi avec le plat principal de riz ou de couscous, souvent lors d'occasions spéciales. |
| Vetkoek                                                         |            | Afrique du Sud                                                                           | Pâte frite dans l'huile de cuisson et remplie de viande hachée cuite (bœuf haché) ou tartinée de sirop, de miel ou de confiture. |
| Wat                                                             |            | Éthiopie et Érythrée                                                                     | Ragoût ou curry éthiopien et érythréen qui peut être préparé avec du poulet, du bœuf, de l'agneau, une variété de légumes, des mélanges d'épices comme la berbère et niter kibbeh, un beurre clarifié assaisonné. Les wats sont traditionnellement consommés avec de l'injera, un pain plat spongieux fabriqué à partir du grain de mil connu sous le nom de teff. |
| Waterblommetjiebredie                                           |            | Afrique du Sud                                                                           | Ragoût à base de viande, généralement de l'agneau, cuit avec les waterblommetjies (fleurs d'Aponogeton distachyos, communément appelées potamot du Cap, aubépine du Cap ou asperge du Cap) que l'on trouve dans les barrages et marais du Cap occidental d'Afrique du Sud. |
| Yassa                                                           |            | Sénégal                                                                                  | Plat de volaille ou de poisson mariné épicé préparé avec des oignons et du citron. Ses ingrédients peuvent également inclure de l'huile d'arachide ou d'olive, du persil, des feuilles de laurier, des olives vertes sans pépins, du poivre noir, des poivrons verts ou rouges ou de la moutarde. |